# Яссер Аль-Кахтані
Яссер Аль-Кахтані (араб. ياسر سعيد القحطاني‎; нар. 10 жовтня 1982) — саудівський футболіст, нападник клубу «Аль-Гіляль». Футболіст року в Азії (2007).
Виступав, зокрема, за клуб «Аль-Гіляль», а також національну збірну Саудівської Аравії. Учасник чемпіонату світу 2006 року. Найкращий бомбардир Кубка Азії 2007 року. Наймолодший в історії капітан збірної Саудівської Аравії.

## Клубна кар'єра
Народився 10 жовтня 1982 року. Вихованець футбольної школи клубу «Аль-Кадісія», там же і почав професійну кар'єру. Всього за рідник клуб зіграв 38 матчів і забив 19 м'ячів у ворота суперників.
2005 року перейшов у «Аль-Гіляль» з Ер-Ріяда, який заплатив за його перехід рекордну за саудівським мірками суму в 5.330.000 $. За час виступів у «Аль-Гілялі», разом з командою, ставав чемпіоном Саудівської Аравії, вигравав Кубок наслідного принца Саудівської Аравії і Кубок Саудівської федерації футболу.
У 2011 році, борючись за форму після травм і втративши місце в стартовому складі «Аль-Гіляля», Аль-Кахтані приєднався на правах оренди до еміратського клубу «Аль-Айн» на сезон. Там він зробив свій внесок у перший чемпіонський титул клубу з 2004 року, забивши 7 голів у 15 матчах ліги, а також 12 голів в 26 іграх на всіх змаганнях. Повернувшись у свою форму, він повернувся в «Аль-Гіляль» після закінчення терміну оренди.
2014 року Аль-Кахтані досягав фіналу Ліги чемпіонів АФК 2014 року, де його команда поступилась австралійському «Вестерн Сідней Вондерерз» (0:1 за сумою двох матчів). Станом на наш час відіграв за саудівську команду 156 матчів в національному чемпіонаті.

## Виступи за збірну
2002 року дебютував в офіційних матчах у складі національної збірної Саудівської Аравії.
У складі збірної був учасником кубка Азії з футболу 2004 року у Китаї, а через два роки зіграв на чемпіонаті світу 2006 року у Німеччині, де він забив гол проти Тунісу (2:2).
Наступного року дійшов з командою до фіналу кубка Азії 2007 року, крім цього, був на даному турнірі капітаном команди (наймолодшим в історії саудівського футболу), а також став найкращим бомбардиром турніру. 2007 року посів 6-те місце в списку найкращих бомбардирів світу за версією Міжнародної федерації футбольної історії і статистики. Крім того, в тому ж 2007 року був визнаний футболістом року в Азії.
Останнім великим турніром для Яссера став кубок Азії 2011 року у Катарі, де команда програла всі три матчі у групі.

## Статистика виступів

### Статистика клубних виступів
| Сезон                  | Команда                | Чемпіонат              | Чемпіонат | Чемпіонат | Національний кубок | Національний кубок | Національний кубок | Міжнародні кубки | Міжнародні кубки | Міжнародні кубки | Інші змагання | Інші змагання | Інші змагання | Усього | Усього |
| Сезон                  | Команда                | Ліга                   | Ігор      | Голів     | Ліга               | Ігор               | Голів              | Ліга             | Ігор             | Голів            | Ліга          | Ігор          | Голів         | Ігор   | Голів  |
| ---------------------- | ---------------------- | ---------------------- | --------- | --------- | ------------------ | ------------------ | ------------------ | ---------------- | ---------------- | ---------------- | ------------- | ------------- | ------------- | ------ | ------ |
| 2002–03                | «Аль-Кадісія»          | ПЛ                     | 10        | 5         | КНС                | 2                  | 0                  | -                | -                | -                | -             | -             | -             | 12     | 5      |
| 2003–04                | «Аль-Кадісія»          | ПЛ                     | 17        | 9         | КНС                | 1                  | 0                  | -                | -                | -                | -             | -             | -             | 18     | 9      |
| 2004–05                | «Аль-Кадісія»          | ПЛ                     | 14        | 5         | КНС                | 4                  | 3                  | -                | -                | -                | -             | -             | -             | 18     | 8      |
| Усього Al-Qadisiyya    | Усього Al-Qadisiyya    | Усього Al-Qadisiyya    | 41        | 19        |                    | 7                  | 3                  |                  |                  |                  |               |               |               | 48     | 22     |
| 2005–06                | «Аль-Гіляль»           | ПЛ                     | 13        | 7         | КНС                | 5                  | 0                  | ЛЧ               | 0                | 0                | -             | -             | -             | 18     | 7      |
| 2006–07                | «Аль-Гіляль»           | ПЛ                     | 16        | 10        | КНС                | 4                  | 0                  | ЛЧ               | 6                | 1                | -             | -             | -             | 26     | 11     |
| 2007–08                | «Аль-Гіляль»           | ПЛ                     | 16        | 10        | КНС                | 4                  | 3                  | ЛЧ               | 3                | 0                | КК            | 3             | 0             | 26     | 13     |
| 2008–09                | «Аль-Гіляль»           | ПЛ                     | 16        | 10        | КНС                | 4                  | 1                  | ЛЧ               | 5                | 2                | КК            | 3             | 0             | 28     | 13     |
| 2009–10                | «Аль-Гіляль»           | ПЛ                     | 20        | 9         | КНС                | 4                  | 2                  | ЛЧ               | 8                | 5                | КК            | 4             | 4             | 36     | 21     |
| 2010–11                | «Аль-Гіляль»           | ПЛ                     | 16        | 11        | КНС                | 3                  | 2                  | ЛЧ               | 5                | 4                | -             | -             | -             | 24     | 17     |
| Усього за «Аль-Гіляль» | Усього за «Аль-Гіляль» | Усього за «Аль-Гіляль» | 97        | 57        |                    | 24                 | 7                  |                  | 27               | 12               | 11            | 4             |               | 158    | 83     |
| 2011–12                | «Аль-Айн»              | ПЛ                     | 15        | 7         | КП                 | 2                  | 0                  | -                | -                | -                | КЕ            | 4             | 2             | 21     | 9      |
| Усього за «Аль-Айн»    | Усього за «Аль-Айн»    | Усього за «Аль-Айн»    | 15        | 7         |                    | 2                  | 0                  |                  |                  |                  |               | 4             | 2             | 21     | 9      |
| 2012–13                | «Аль-Гіляль»           | ПЛ                     | 18        | 11        | КНС                | 0                  | 0                  | ЛЧ               | 1                | 2                | -             | -             | -             | 19     | 13     |
| Усього                 | Усього                 | Усього                 | 181       | 103       |                    | 32                 | 7                  |                  | 29               | 14               |               | 14            | 6             | 256    | 130    |

## Досягнення

### Клубні
- Чемпіон Саудівської Аравії: 2007/08, 2009/10, 2010/11, 2016/17, 2017/18
- Володар Кубка наслідного принца Саудівської Аравії: 2005/06, 2007/08, 2008/09, 2009/10, 2010/11, 2012/13, 2015/16
- Володар Суперкубка Саудівської Аравії з футболу: 2015
- Володар Королівського кубка Саудівської Аравії: 2014/15, 2016/17
- Володар Кубка принца Фейсала: 2005/06

### Збірна
- Фіналіст Кубка Азії: 2007
- Володар Кубка арабських націй: 2002
- Володар Кубка націй Перської затоки: 2002, 2003
- Переможець Ісламських ігор солідарності: 2005

### Особисті
- Футболіст року в Азії: 2007
- Найкращий бомбардир Кубка Азії: 2007 (4 голи)